# I Matti delle Giuncaie
I Matti delle Giuncaie sono un gruppo musicale folk rock italiano nato nel 2008 a Follonica.
Il nome della band fa riferimento al "matto delle giuncaie", personaggio del folclore toscano che vive in una palude, protagonista del racconto omonimo di Renato Fucini compreso nella raccolta Le veglie di Neri (1882).

## Storia del gruppo
Il gruppo nasce tra Follonica e Grosseto nel 2008 come quintetto: la prima formazione vede Lapo Marliani alla chitarra classica, Francesco Ceri al mandolino, Andrea Gozzi alla chitarra acustica, Mirko Rosi alla batteria e Candida Nieri come cantante. Quell'anno scrivono tre brani (Canapone, Il ballo della canapa e Sweet Canapa) per la colonna sonora del documentario Salviamoci!, corto di solidarietà a "Stand up for Jamaica", uscito in dvd per Carta Cantieri Sociali nel mese di dicembre; i tre brani saranno poi raccolti in una demo autoprodotta dal titolo Canapa Songs (2009). Il primo album in studio, Iappappà!, contenente tredici tracce, esce nel 2010 per Eleri Productions. La formazione diviene nel frattempo un quartetto, dopo l'abbandono di Candida Nieri.
Nel 2012 inizia la collaborazione con Erriquez della Bandabardò, che porta alla realizzazione dell'EP Il bagno nella canapa (2012) e del secondo album Cignal patchanka, prodotti da Fabrizio Federighi e pubblicato per VREC Music Label il 21 marzo 2014. In questi anni i Matti consolidano una lunga amicizia con il cantante canadese Marco Calliari, prendendo parte ai suoi tour in Canada e accompagnandolo nelle sue date in Italia. Il terzo album dal titolo Noi non siamo stanchi è pubblicato il 15 aprile 2016; il singolo di lancio è Maremma Africa, in collaborazione con gli Scaramouche. Il tour promozionale dell'album porta la band a suonare in tutta Italia e in Europa.
In occasione del decennale della band, nel marzo 2018 esce il primo album live, Matti Live (10 anni di musica matta 2008-2018), che vede la partecipazione anche di artisti ospiti come Erriquez e Francesco Moneti dei Modena City Ramblers. Quello stesso anno Andrea Gozzi lascia il gruppo ed è sostituito da Simone Giusti al basso e synth.
Il 7 giugno 2019 viene pubblicato il singolo Etnic, un brano rock con sonorità elettroniche, con testi di Erriquez e produzione artistica di Finaz, cui segue un tour nazionale di promozione per tutta l'estate, l'Etnic Tour. Nel 2020 vincono il concorso "Fai volare la tua musica" indetto da Alitalia, Siae e Rockol, con il brano Pulaster, che viene inserito nella playlist ufficiale dei voli Alitalia.
Il 12 febbraio 2021 esce per Salty Music lo split EP Soundtrack for West and Soda, realizzato insieme ai Super Trutux, che omaggia il classico dell'animazione West and Soda (1965) di Bruno Bozzetto. Per lo stesso anno viene annunciata l'uscita del quarto album in studio composto da undici tracce.
Il 25 aprile 2021 pubblicano il video musicale di Matto, brano con testo postumo di Erriquez, dedicato alla vicenda di Walter De Bendetto, cittadino aretino affetto da artrite reumatoide e sotto processo per coltivazione di sostanze stupefacenti, che egli utilizzava per le proprie cure a causa della scarsa disponibilità delle dosi consentite dalla sanità pubblica. Il brano è inizialmente distribuito su Bandcamp e il gruppo annuncia la volontà di donare metà del ricavato delle vendite al sostegno delle spese processuali, prendendo parte alla mobilitazione il giorno della sentenza del 27 aprile insieme alle associazioni antiproibizioniste e personalità della politica. De Benedetto viene assolto e il singolo è regolarmente distribuito il 7 maggio su tutte le piattaforme digitali.

## Formazione

### Formazione attuale
- Francesco Ceri – mandolino e voce
- Lapo Marliani – chitarra classica
- Mirko Rosi – batteria
- Simone Giusti – basso (dal 2018)

### Componenti passati
- Candida Nieri – voce (fino al 2010)
- Andrea Gozzi – chitarra acustica (fino al 2018)

## Discografia

### Album in studio
- 2010 – Iappappà!
- 2014 – Cignal patchanka
- 2016 – Noi non siamo stanchi
- 2022 – Caos a caso

### Album dal vivo
- 2018 – Matti Live (10 anni di musica matta 2008-2018)

### EP
- 2012 – Il bagno nella canapa
- 2021 – Soundtrack for West and Soda (con Super Trutux)

### Singoli
- 2012 – Il bagno nella canapa (feat. Erriquez)
- 2014 – Pizza taxi
- 2016 – Maremma Africa (feat. Scaramouche)
- 2019 – Etnic
- 2020 – Gigagi gumba
- 2020 – Un viaggio (con Quartiere Coffee)
- 2021 – Matto
- 2022 – Il mondo senza noi
- 2022 – Vado a stare in campagna (feat. Bobo Rondelli)
- 2024 – Souvenir d'Italie (con Borrkia)

### Collaborazioni
- 2013 – Marco Calliari feat. I Matti delle Giuncaie – Non c'è granché, per l'album Mi ricordo
- 2016 – 17 Hippies feat. I Matti delle Giuncaie e Paul Brody – Uz ti sceglie, per l'album Metamorphosis

## Videografia
- 2012 – Il bagno nella canapa
- 2012 – Fenice felice
- 2013 – Pizzica (serie "Berliner Moment", dir. Stephan Talneau)
- 2013 – Disco menisco (serie "Berliner Moment", dir. Stephan Talneau)
- 2014 – Pizza taxi
- 2016 – Maremma Africa
- 2019 – Etnic
- 2020 – Gigagi gumba
- 2020 – Un viaggio (con Quartiere Coffee)
- 2021 – Soundtrack for West and Soda (con Super Trutux)
- 2021 – Matto